# Bechyně
Bechyně ( [ˈbɛxɪɲɛ] ; tysk: Bechin, Beching  eller Bechingen) er en by i distriktet  Tábor  i regionen Sydbøhmen i  Tjekkiet med omkring 4.900 indbyggere. Den historiske bymidte er velbevaret og er beskyttet ved lov som en urban monumentzone.
Landsbyerne Hvožďany og Senožaty er administrative dele af Bechyně.

## Geografi
Bechyně ligger omkring 19 km  sydvest for Tábor og 34 km  nord for České Budějovice. Det ligger i Táborhøjlandet. Det højeste punkt er på 475 m over havets overflade. Byen ligger på et forbjerg over sammenløbet af floden  Lužnice og Smutná-bækken. En anden bæk kaldet Židova strouha løber også ud i floden i kommunens  område.

## Historie
Området var beboet allerede i forhistorisk tid. Det ældste vidnesbyrd om bosættelse i dette område stammer fra sen bronzealder (ca. 1800–1600 f.Kr.). I det 8. eller 9. århundrede blev der bygget en slavisk gord her.
Den første skriftlige omtale af Bechyně er fra omkring 1120 fra Chronica Boemorum, hvor der blev skrevet om bebyggelsen af Bechyně-gorden i 993. I 1268 blev Bechyně købt af kong Ottokar 2. af Bøhmen, som besluttede at få bygget et stenslot her. I 1323 forfremmede kong Johan af Bøhmen markedslandsbyen omkring slottet til en by, omdefinerede dens grænser og fik bygget fæstningsværket.
I 1422 og igen i 1428 blev byen erobret og brændt ned af hussitterne. Fra 1340 til 1569 var byen skiftevis ejet af forskellige aristokratiske familier, herunder Sternbergs og Schwambergs. I 1569 blev Bechyně erhvervet af Peter Vok fra Rosenberg, under hvis styre byen oplevede en renæssanceboom og genopbygningen af slottet. I 1596 solgte Peter Vok Bechyně til Adam af Sternberg.
Bechyně blev beskadiget og plyndret under Trediveårskrigen. Byen kom sig og voksede mod nord. I det 18. århundrede udviklede det sig til en kurby.

## Økonomi

### Keramik
Den keramiske tradition i Bechyně begyndte i det 15. århundrede med små keramikbutikker. Denne tradition har udviklet sig fra keramik til en stor sanitær keramikfabrik hos Schweizer Keramik Holding AG Laufen.

### Spa
Bechyně Spa er et af de ældste kurbade i landet. Den første omtale af den helbredende kilde er fra 1576, og i 1647 blev det første kurhus bygget. I 1727 blev helbredende virkninger påvist ved vandanalyse, og i 1939 opdagede man også helbredende virkninger af lokal tørv.
I dag er spaen specialiseret i kropsbehandling med terapeutisk mudder. Det behandler arthritis og slidgigt, ankyloserende spondylitis, stofskiftesygdomme, der påvirker leddene, præoperative og postoperative tilstande, neurologiske lidelser og mange andre sygdomme. 

## Transport
Byen er endestationen for Tábor-Bechyně jernbanelinjen. Denne jernbane blev bygget i 1903 og var den første elektrificerede jernbane i Østrig-Ungarn. Det originale passagertog er bevaret og kører flere gange hver sommer.
På den østlige del af Bechyně er en unik jernbane- og vejbuebro, Bechyně-broen.

## Seværdigheder
Bechyně Slot er byens vigtigste vartegn. Slottet blev bygget i det 13. århundrede, selvom næsten intet af den oprindelige struktur er tilbage i dag. I 1581 lod Peter Vok af Rosenberg det sengotiske slot ombygge til en komfortabel renæssanceresidens med en rig freskodekoration.
Bechyně Kloster blev grundlagt i det 15. århundrede og bygget i sengotisk stil, efter at det tidligere kloster blev brændt ned af hussitter i 1422. Det er stadig Franciskanerordenens ejendom. Klosterkomplekset omfatter Jomfru Marias himmelfartskirke og en klosterhave, der er åben for offentligheden.